# Tandspinnare
Tandspinnare (Notodontidae) är en familj i ordningen fjärilar.
Familjen omfattar medelstora eller små arter med tjock, ragghårig kropp, som når långt utanför de utbredda bakvingarna. De jämförelsevis smala framvingarna är hos de flesta tandspinnarna i bakre kanten försedda med en utskjutande flik. Dessa fjärilar flyger endast om natten. Med ett enda undantag övervintrar de alla i puppstadiet. Larvernas utseende är mycket växlande. Av denna familj förekommer 24 arter i Sverige.
De avplattade äggen läggs var för sig eller i mindre grupper på lövträdens blad. Larverna är nakna eller har korta hår. Hos larver av några arter som piltandvinge förekommer påfallande knölar på kroppen som kan vara utrustade med en tagg. Förpuppningen sker i marken eller under lösa barkskivor.

## Systematik
Tandspinnarna delas vanligtvis in i 8 underfamiljer.

### Släkten och arter i Norden
Fem underfamiljer finns i Norden.
- Underfamilj Processionsspinnare (Thaumetopoeinae) (Aurivillius, 1889)
  - Ekprocessionspinnare (Thaumetopoea processionea) (Linné, 1758)
  - Tallprocessionspinnare (Thaumetopoea pinivora) (Treitschke, 1834)

- Underfamilj Pygaerinae (Duponchel, 1845)
  - Pygaera (Ochsenheimer, 1810)
    - Rysk högstjärt (Hübner, 1803)

  - Clostera (Samouelle, 1819)
    - Rödgrå högstjärt (Clostera curtula) (Linné, 1758)
    - Pärlgrå högstjärt (Clostera pigra) (Hufnagel, 1766)
    - Svartfläckig högstjärt  (Clostera anachoreta) (Denis & Schiffermüller, 1775)
    - Brungrå högstjärt (Clostera anastomosis) (Linné, 1758)

- Underfamilj Notodontinae (Stephens, 1829)
  - Notodonta (Ochsenheimer, 1810)
    - Björktandvinge (Notodonta dromedarius) (Linné, 1758)
    - Asptandvinge (Notodonta torva) (Hübner, 1803)
    - Poppeltandvinge (Notodonta tritophus) (Denis & Schiffermüller, 1775)
    - Piltandvinge (Notodonta ziczac) (Linné, 1758)

  - Drymonia (Hübner, 1819)
    - Gulsvansspinnare (Drymonia dodonaea) (Denis & Schiffermüller, 1775)
    - Vinterekspinnare (Drymonia ruficornis) (Hufnagel, 1766)
    - Bokflikvinge (Drymonia obliterata) (Esper, 1785)

  - Pheosia (Hübner, 1819)
    - Pilporslinsvinge (Pheosia tremula) (Clerck, 1759)
    - Björkporslinsvinge (Pheosia gnoma) (Fabricius, 1776)

  - Pterostoma (Germar, 1812)
    - Näbbspinnare (Pterostoma palpina) (Clerck, 1759)

  - Ptilophora (Stephens, 1828)
    - Fjäderbärare (Ptilophora plumigera) (Denis & Schiffermüller, 1775)

  - Leucodonta (Staudinger, 1892)
    - Vit hakvinge (Leucodonta bicoloria) (Denis & Schiffermüller, 1775)

  - Ptilodon (Hübner, 1804)
    - Ekflikvinge (Ptilodon capucina) (Linné, 1758)
    - Lönnflikvinge (Ptilodon cucullina) (Denis & Schiffermüller, 1775)

  - Odontosia (Hübner, 1819)
    - Björkflikvinge (Odontosia carmelita) (Esper, 1799)
    - Vårflikvinge (Odontosia sieversi) (Ménétriés, 1856)

  - Gluphisia (Boisduval, 1828)
    - Vecklarspinnare (Gluphisia crenata) (Esper, 1785)

  - Cerura (Schrank, 1802)
    - Större gaffelsvans (Cerura vinula) (Linné, 1758)
    - Hermelingaffelsvans (Cerura erminea) (Esper, 1783)

  - Furcula (Lamarck, 1816)
    - Grå gaffelsvans (Furcula furcula) (Clerck, 1759)
    - Snövit gaffelsvans (Furcula bicuspis) (Borkhausen, 1790)
    - Gråvit gaffelsvans (Furcula bifida) (Brahm, 1787)

- Underfamilj Phalerinae (Butler, 1886)
  - Phalera (Hübner, 1819)
    - Oxhuvudspinnare (Phalera bucephala) (Linné, 1758)

  - Peridea (Stephens, 1828)
    - Ektandvinge (Peridea anceps) (Goeze, 1781)

- Underfamilj Heterocampinae (Neumogen & Dyar, 1894)
  - Stauropus (Germar, 1812)
    - Ekorrspinnare (Stauropus fagi) (Linné, 1758)

  - Harpyia (Ochsenheimer, 1810)
    - Trollspinnare (Harpyia milhauseri) (Fabricius, 1775)

## Bildgalleri

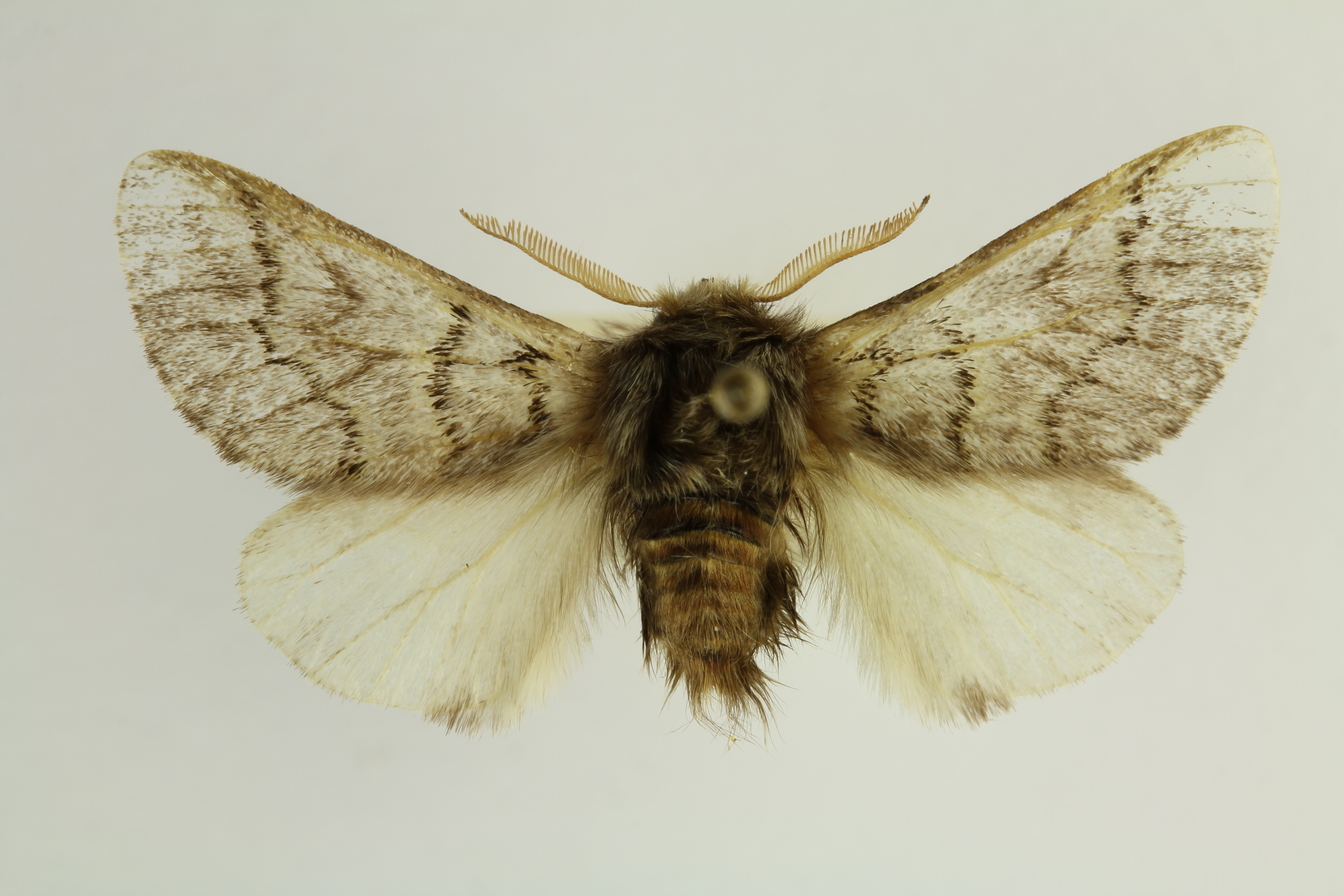
Thaumetepoa pinivora
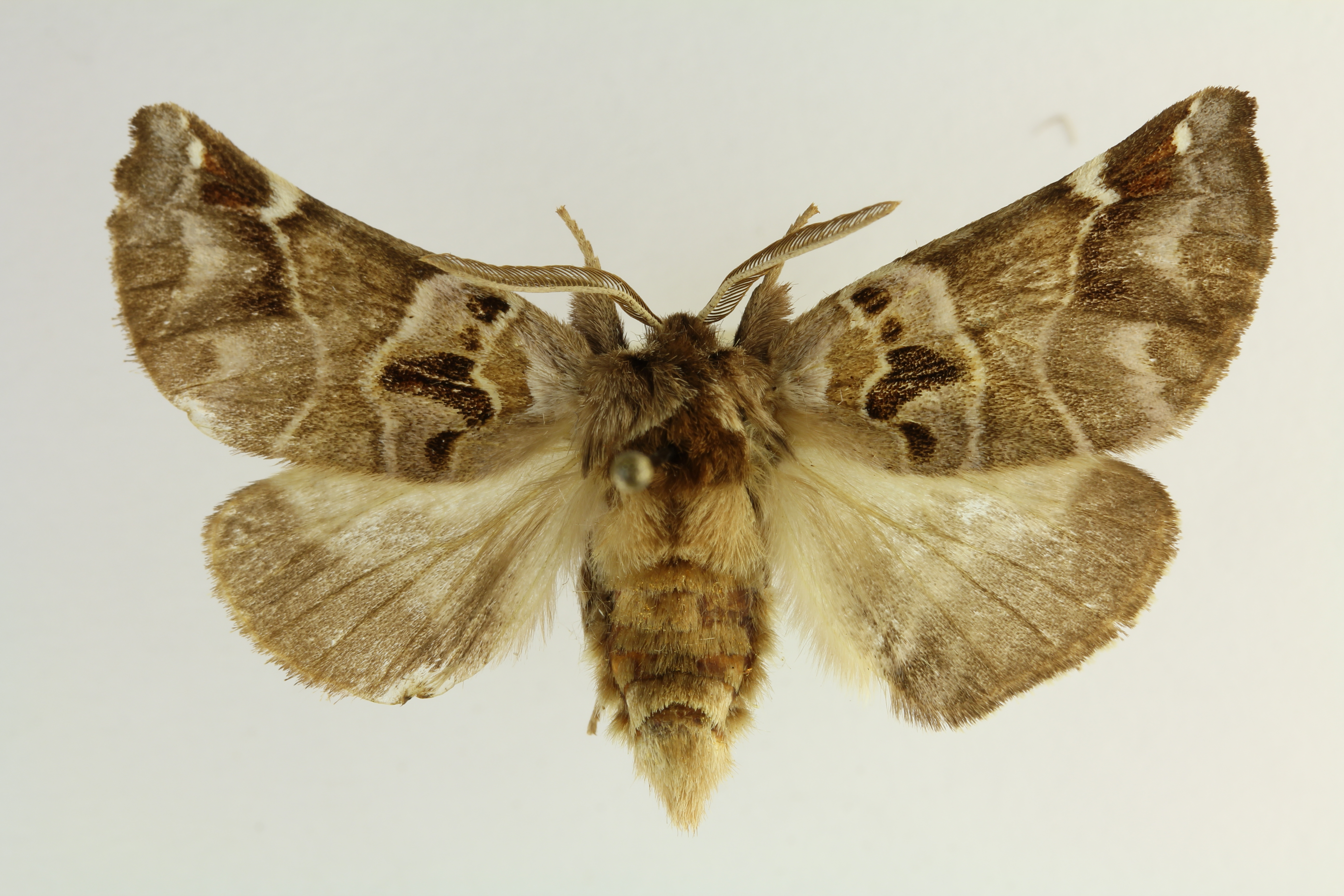
Pygaera timon
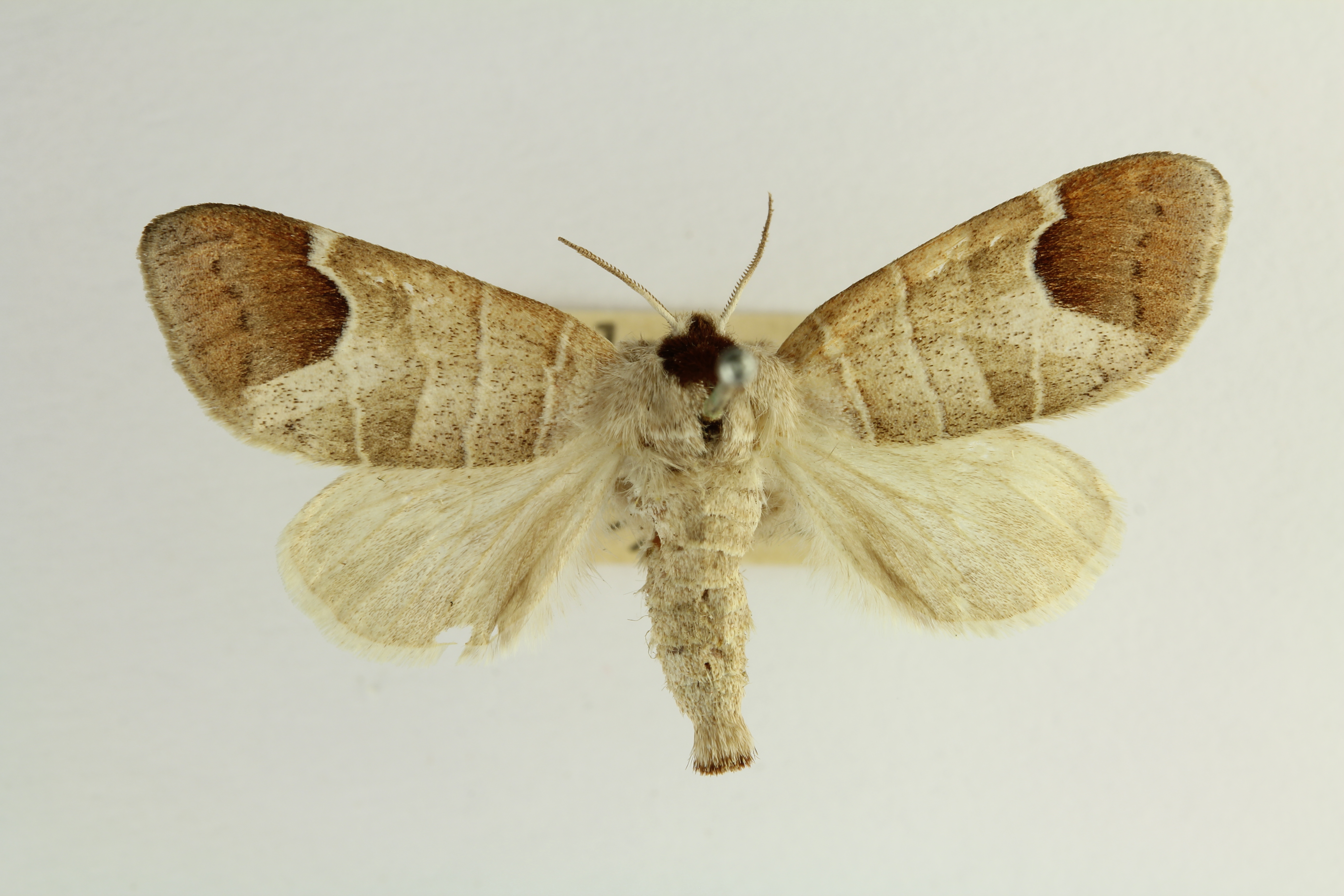
Clostera curtula
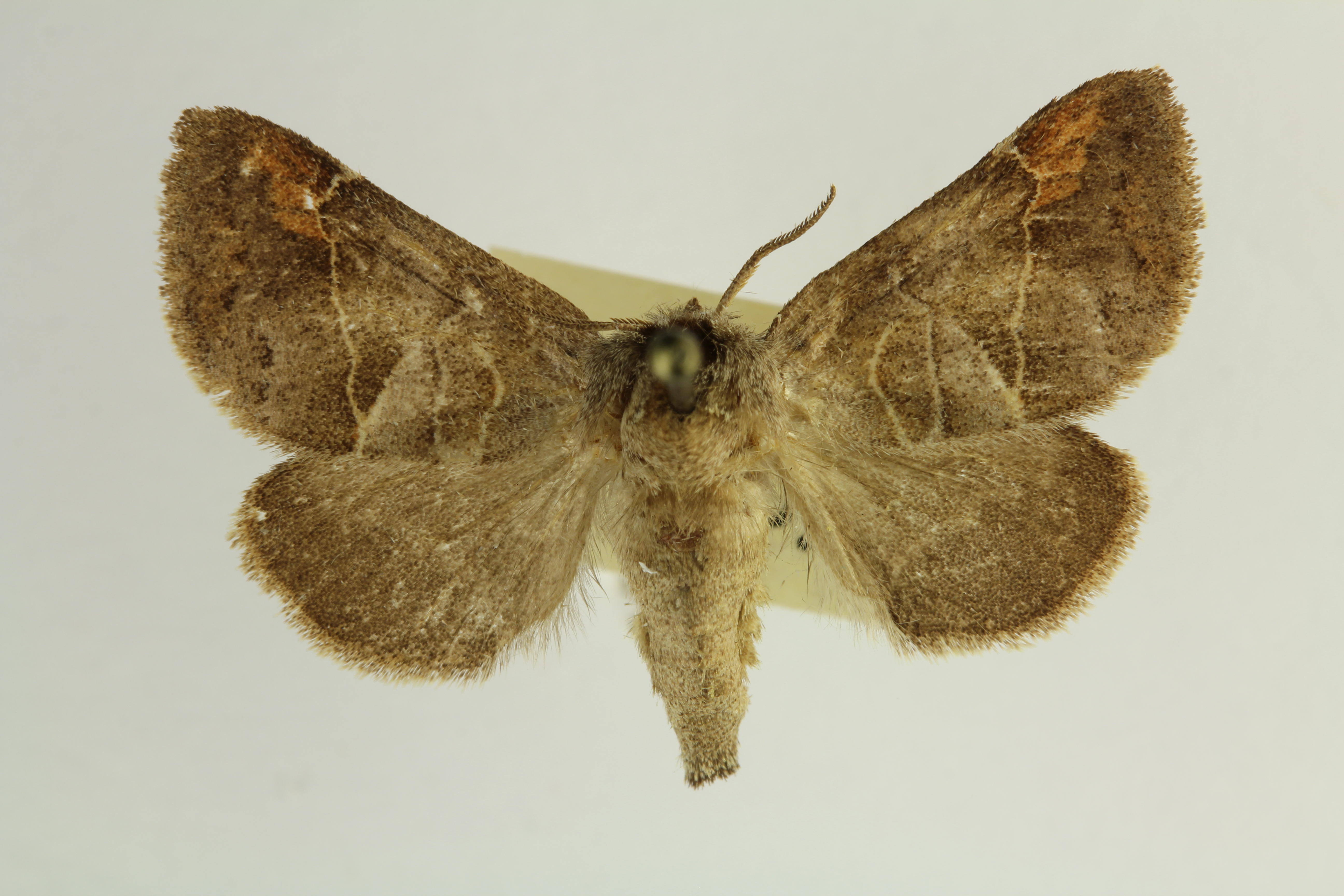
Clostera pigra
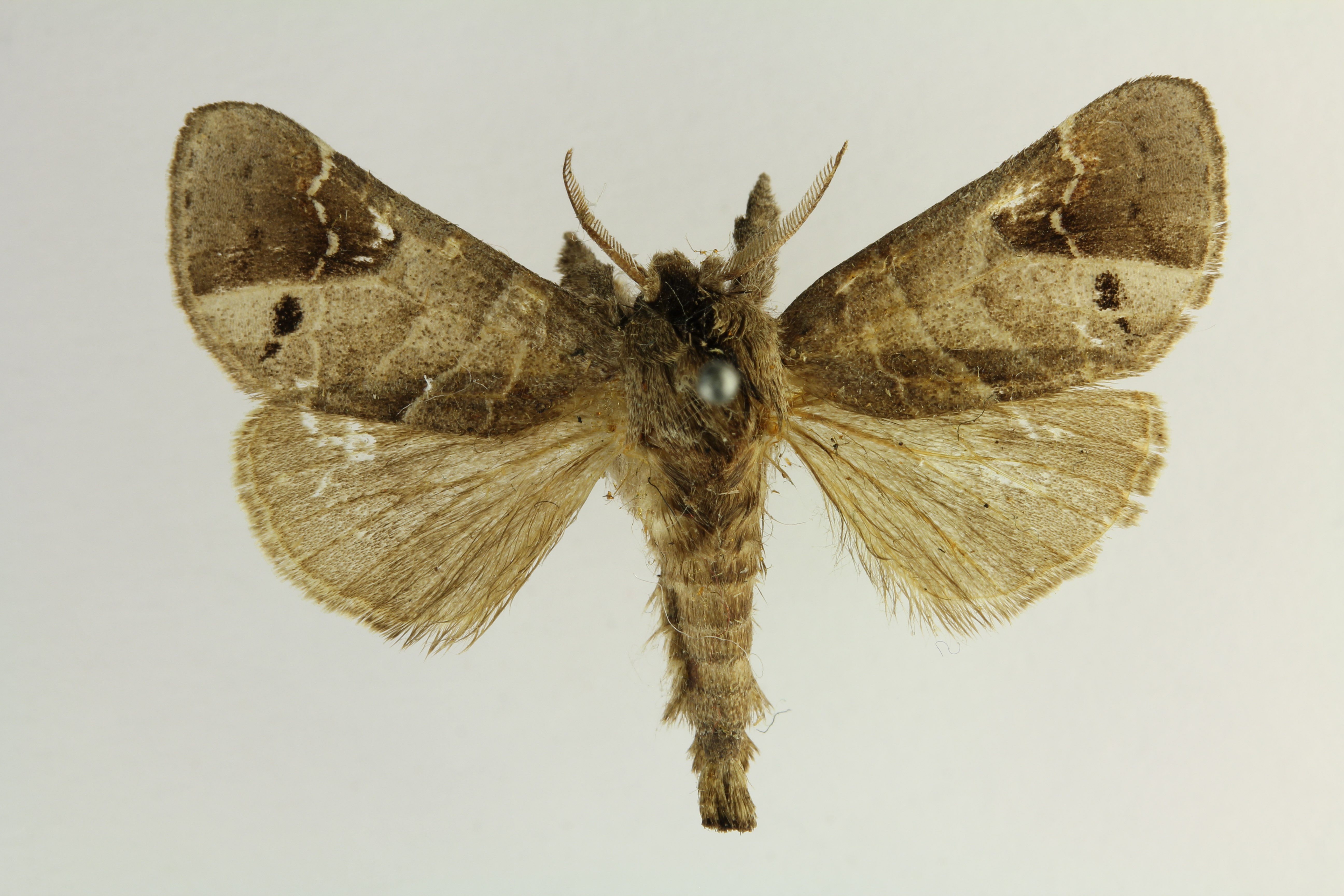
Clostera anachoreta
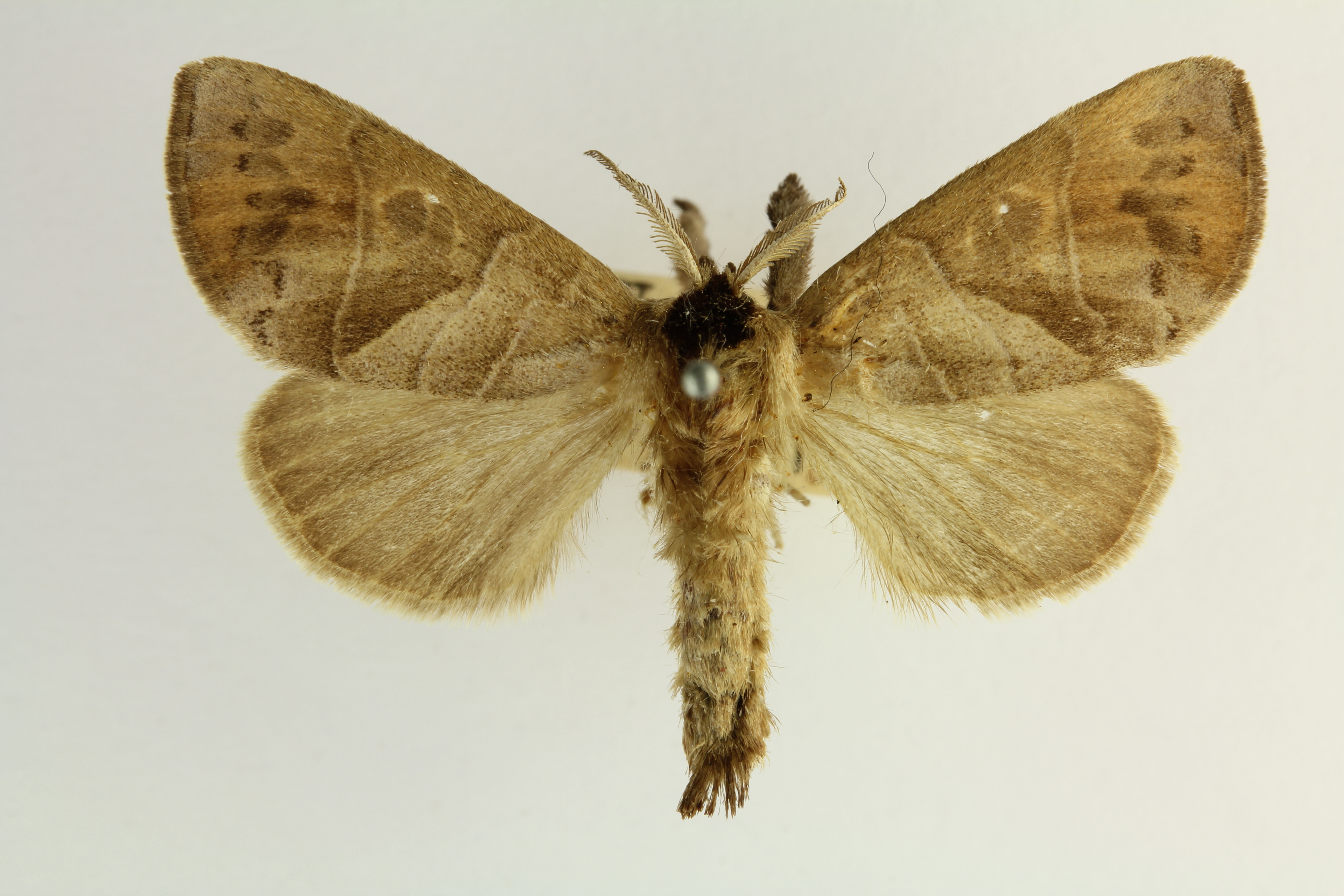
Clostera anastomosis
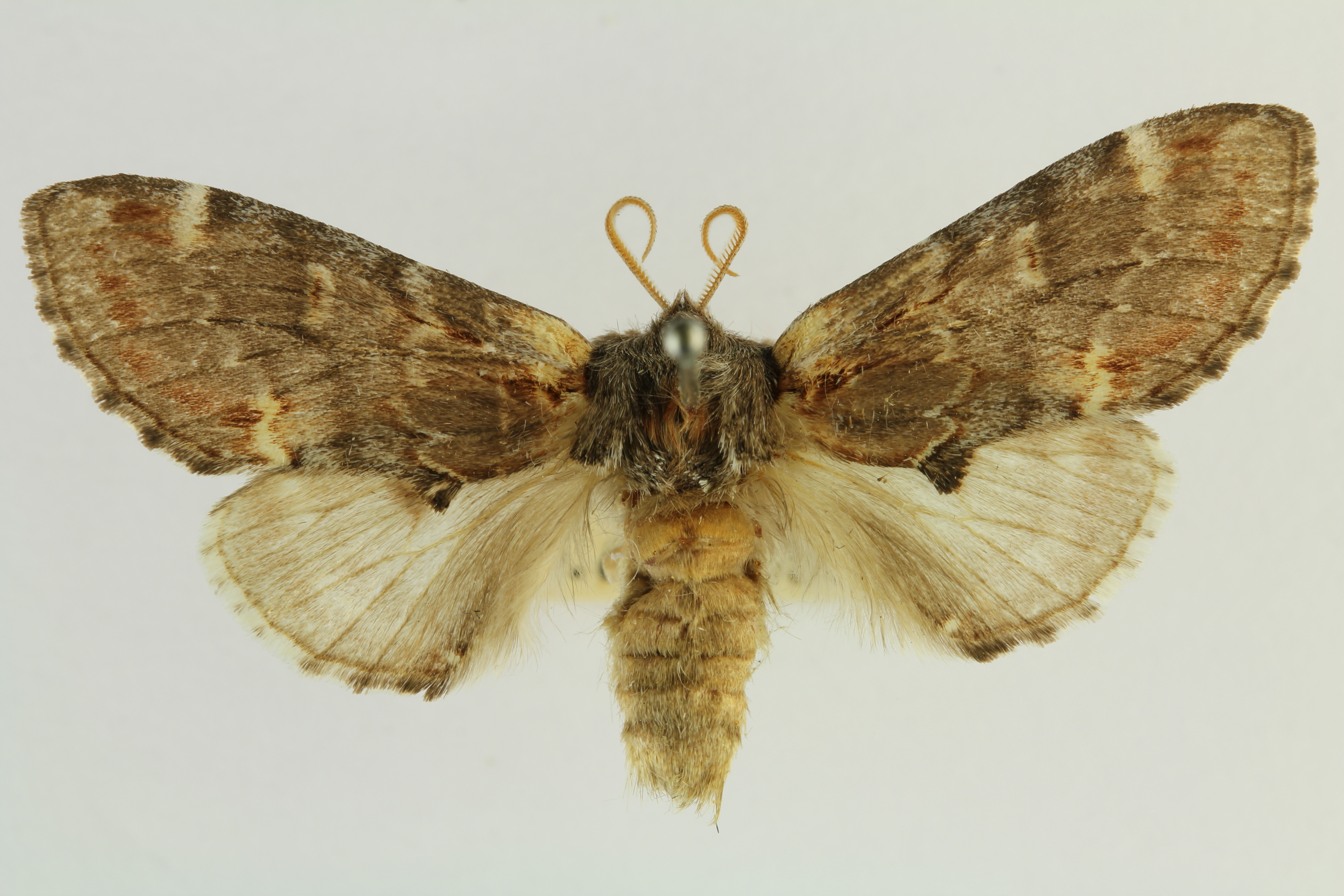
Notodonta dromedarius
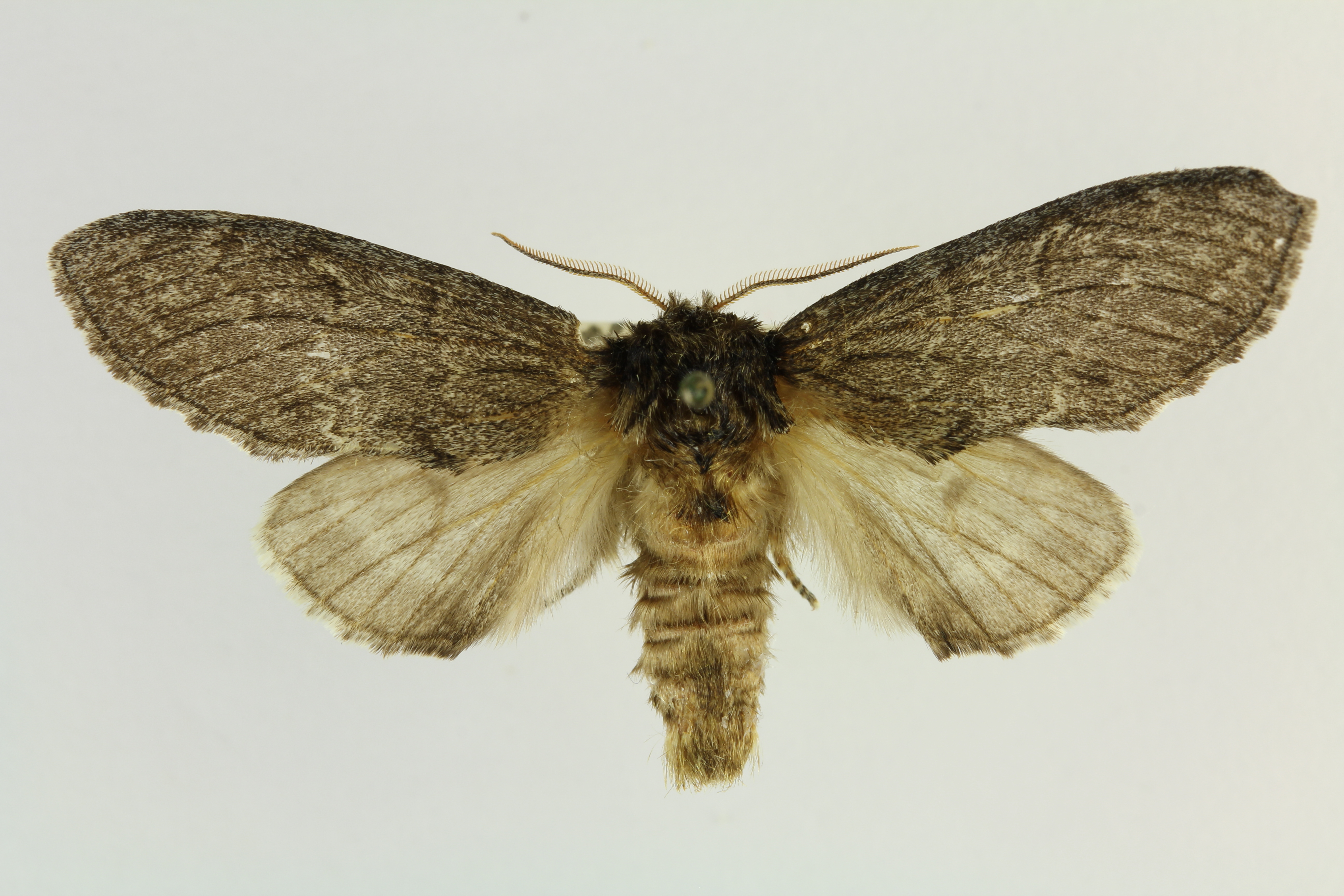
Notodonta torva
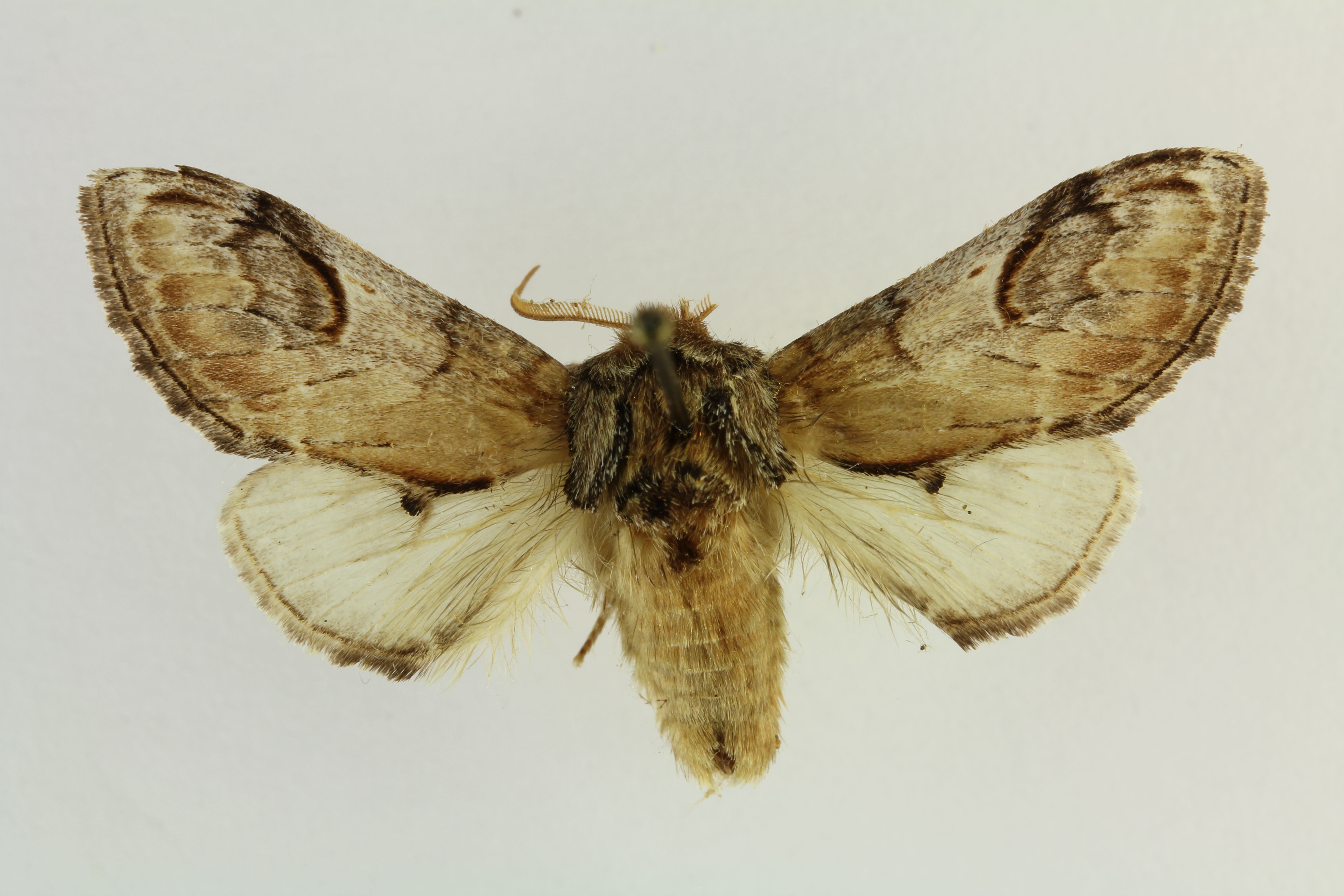
Notodonta ziczac
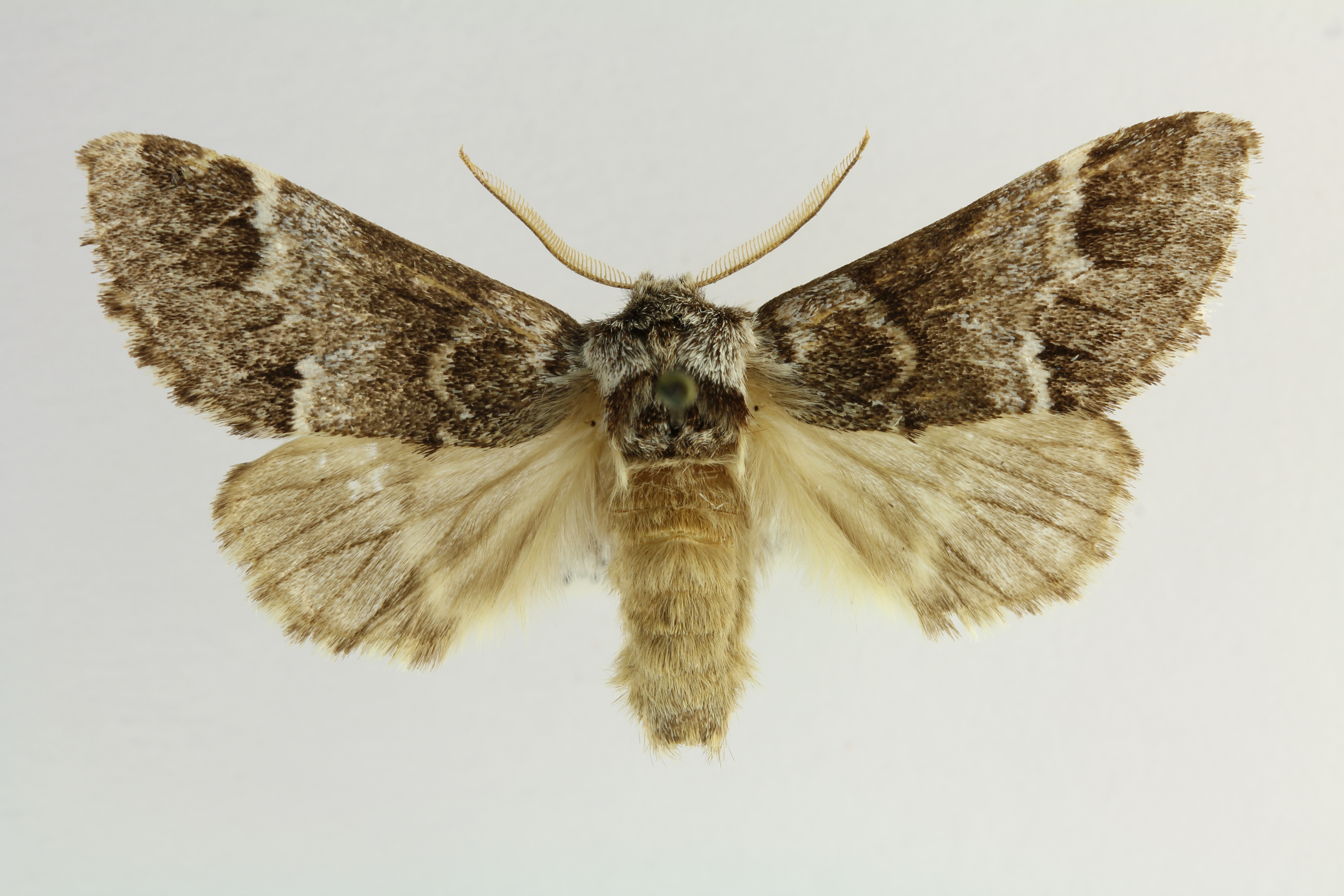
Drymonia dodonea
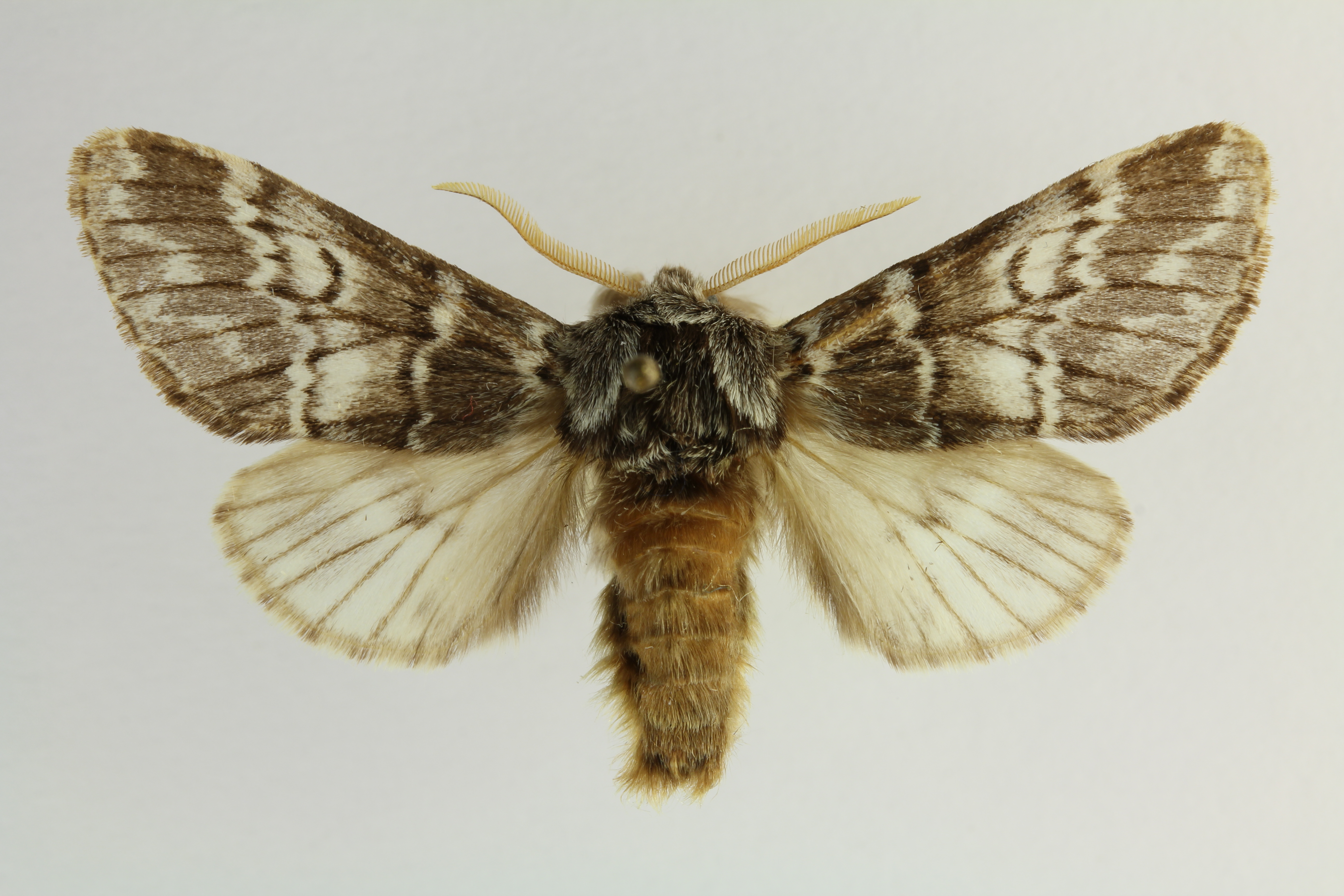
Drymonia ruficornis
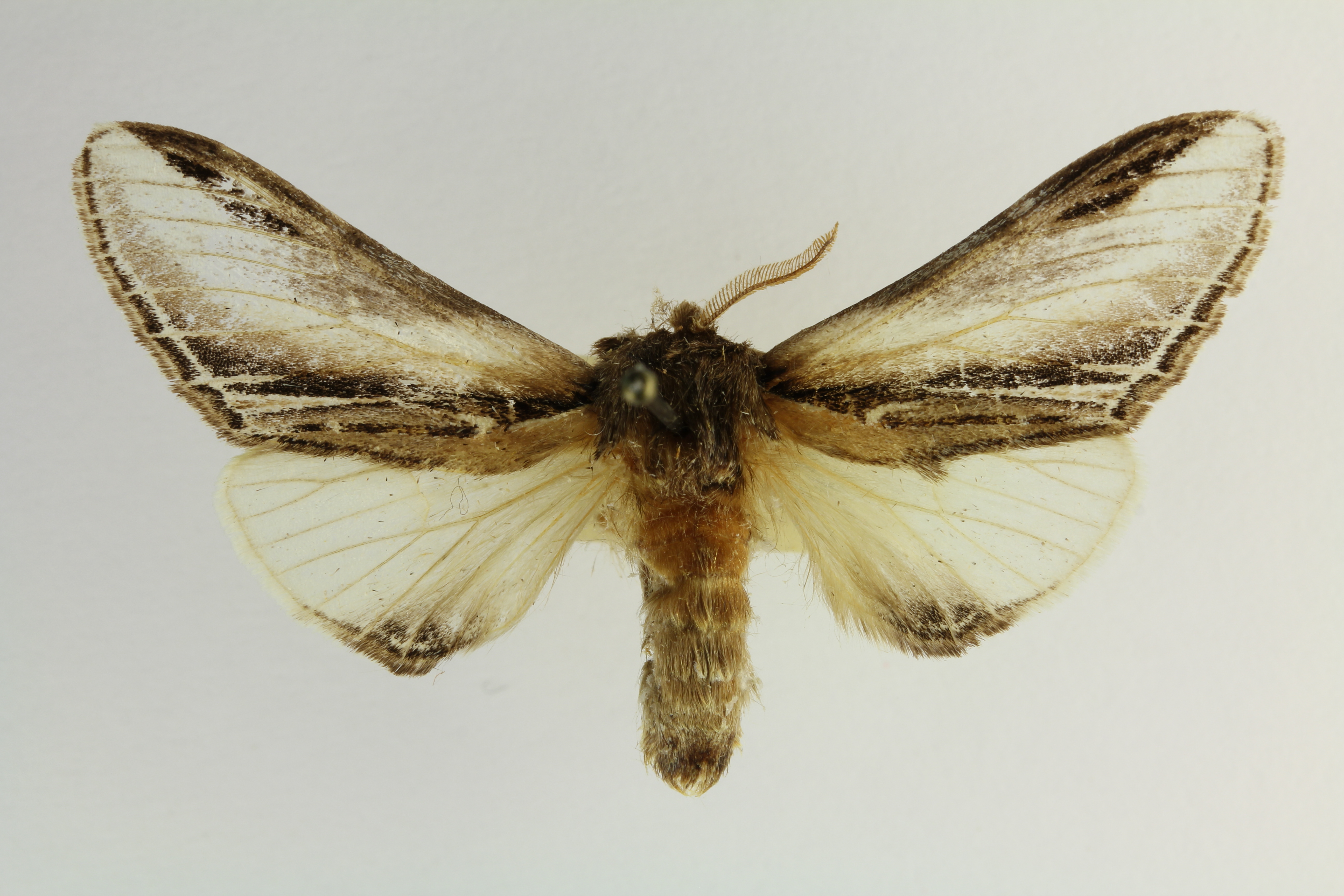
Pheosia tremula
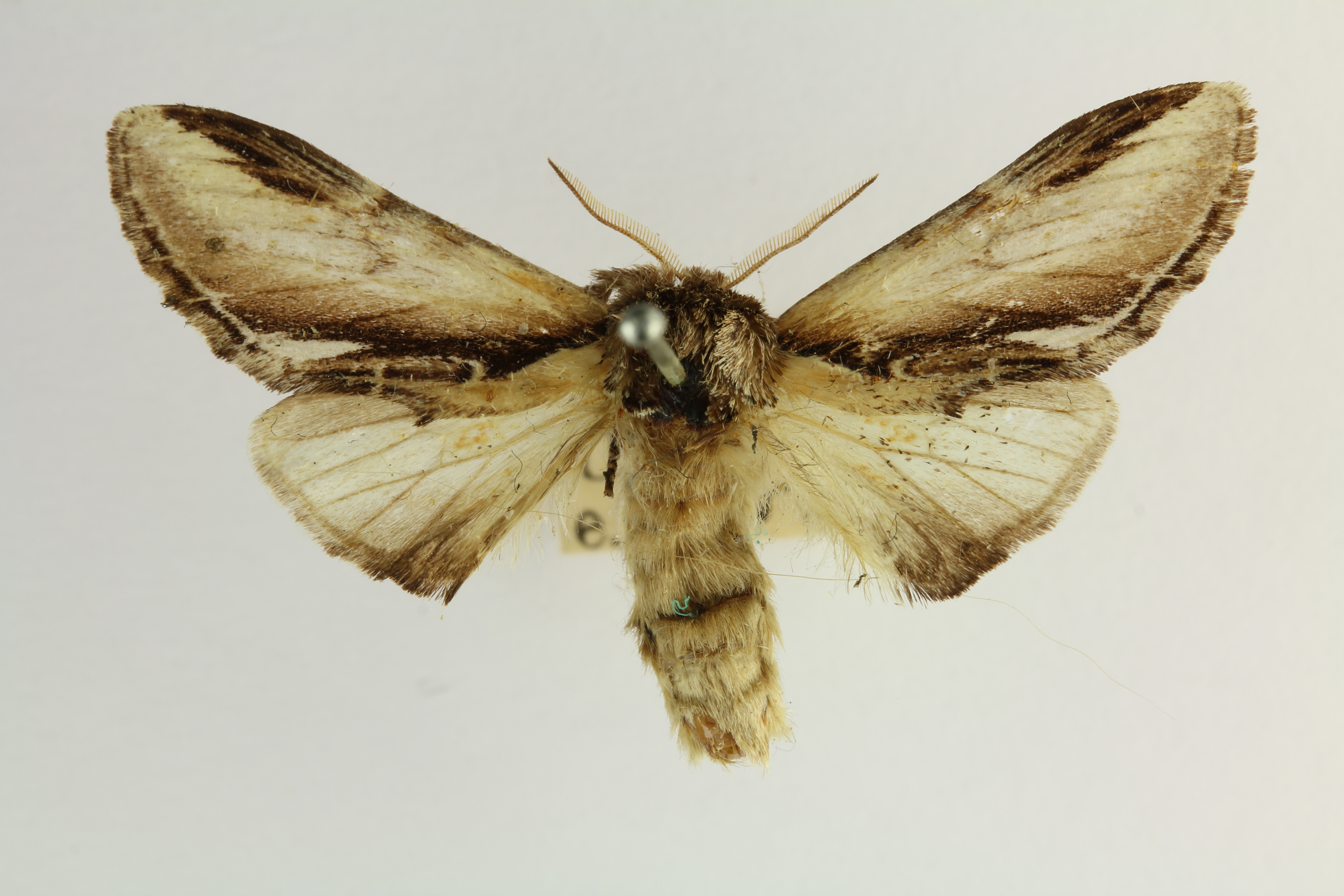
Pheosia gnoma
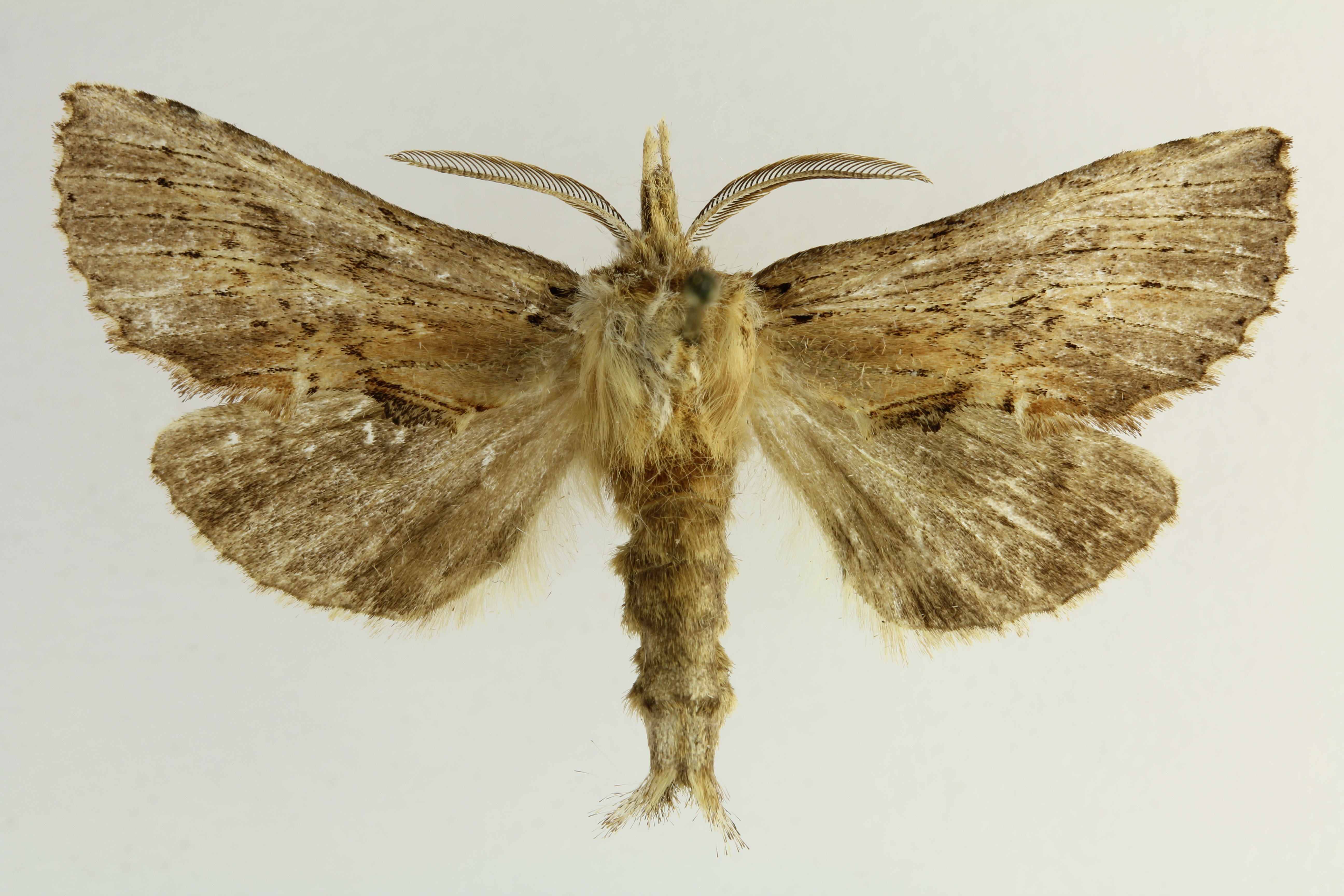
Pterostoma palpinum
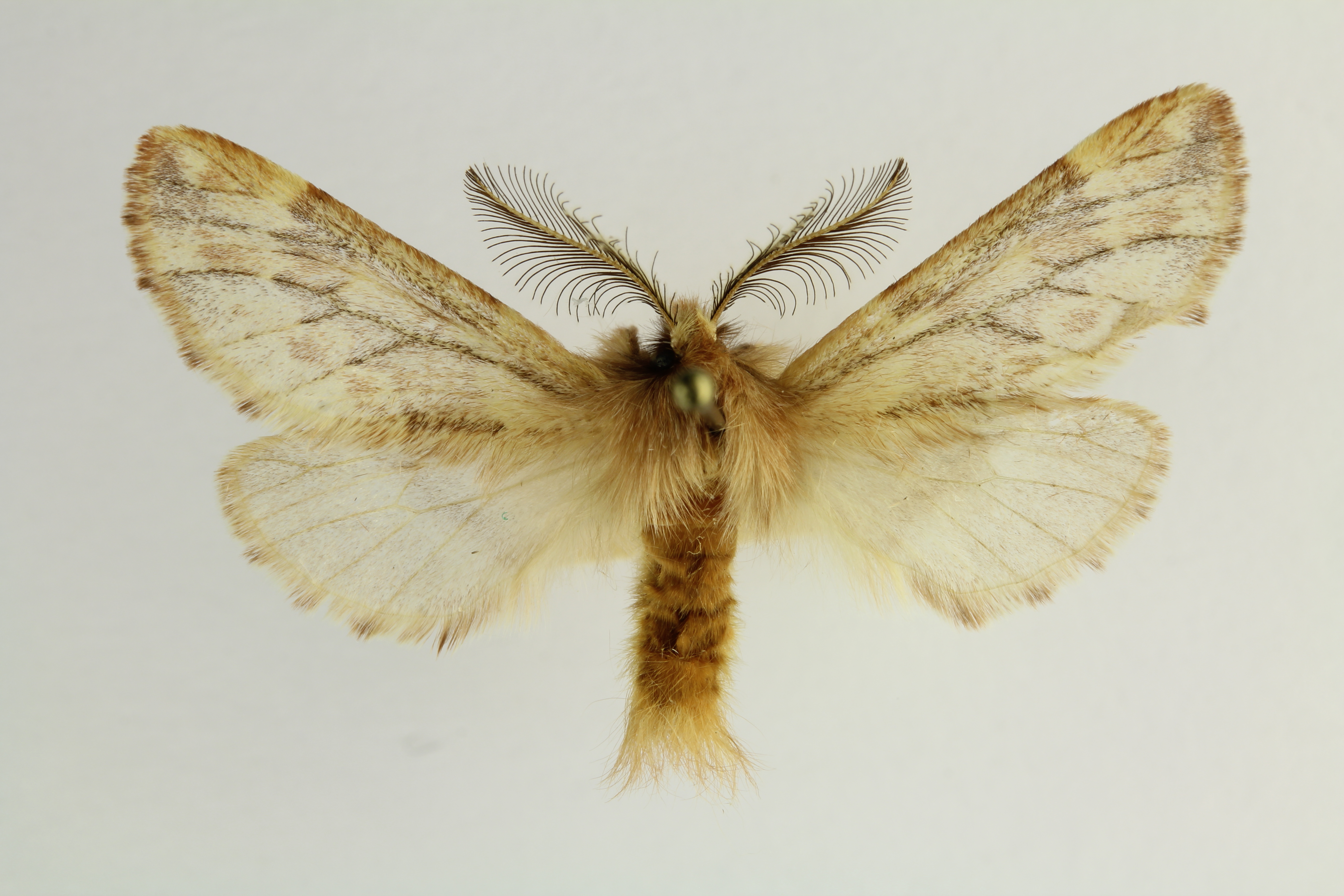
Ptilophora plumigera
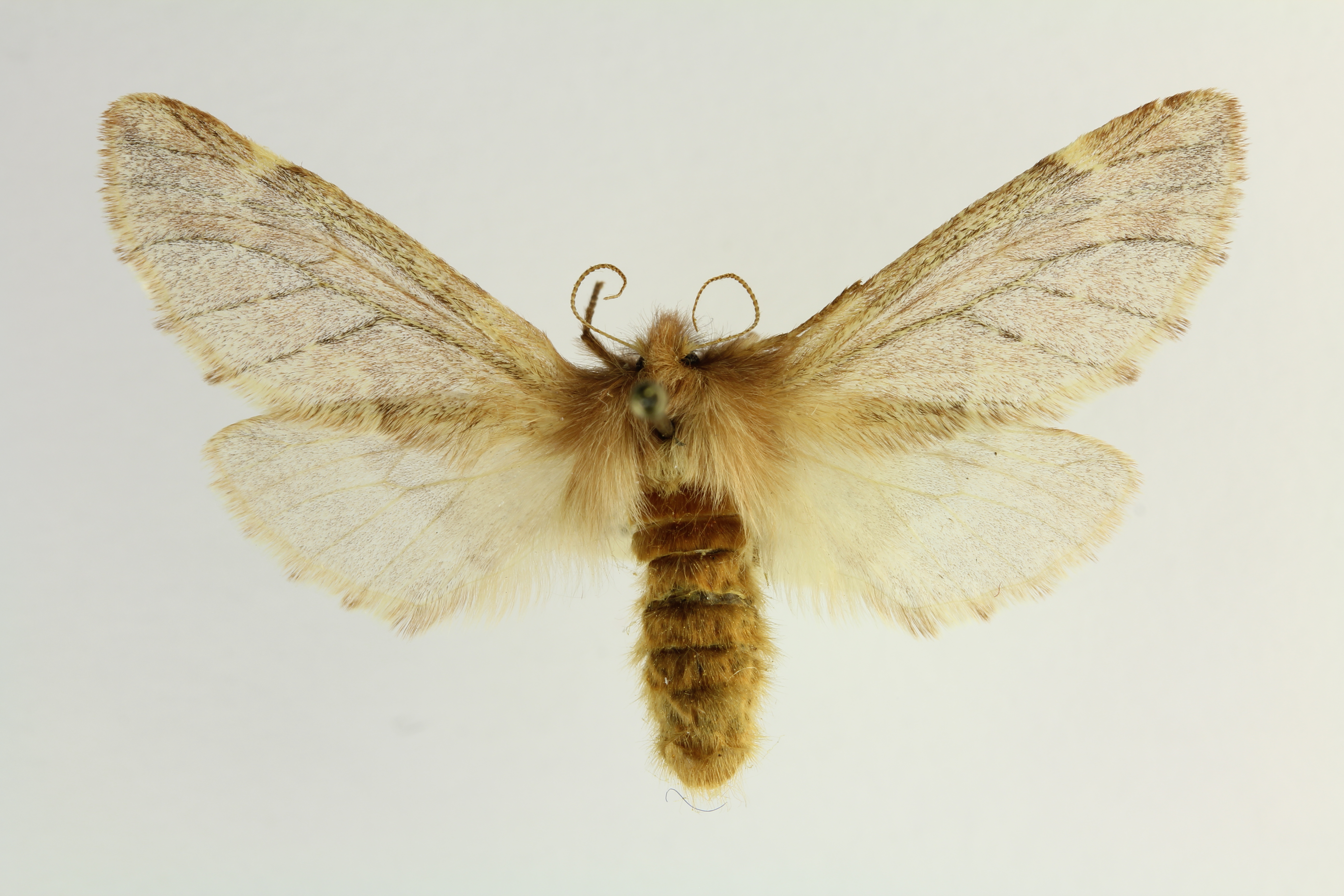
Ptilophora plumigera
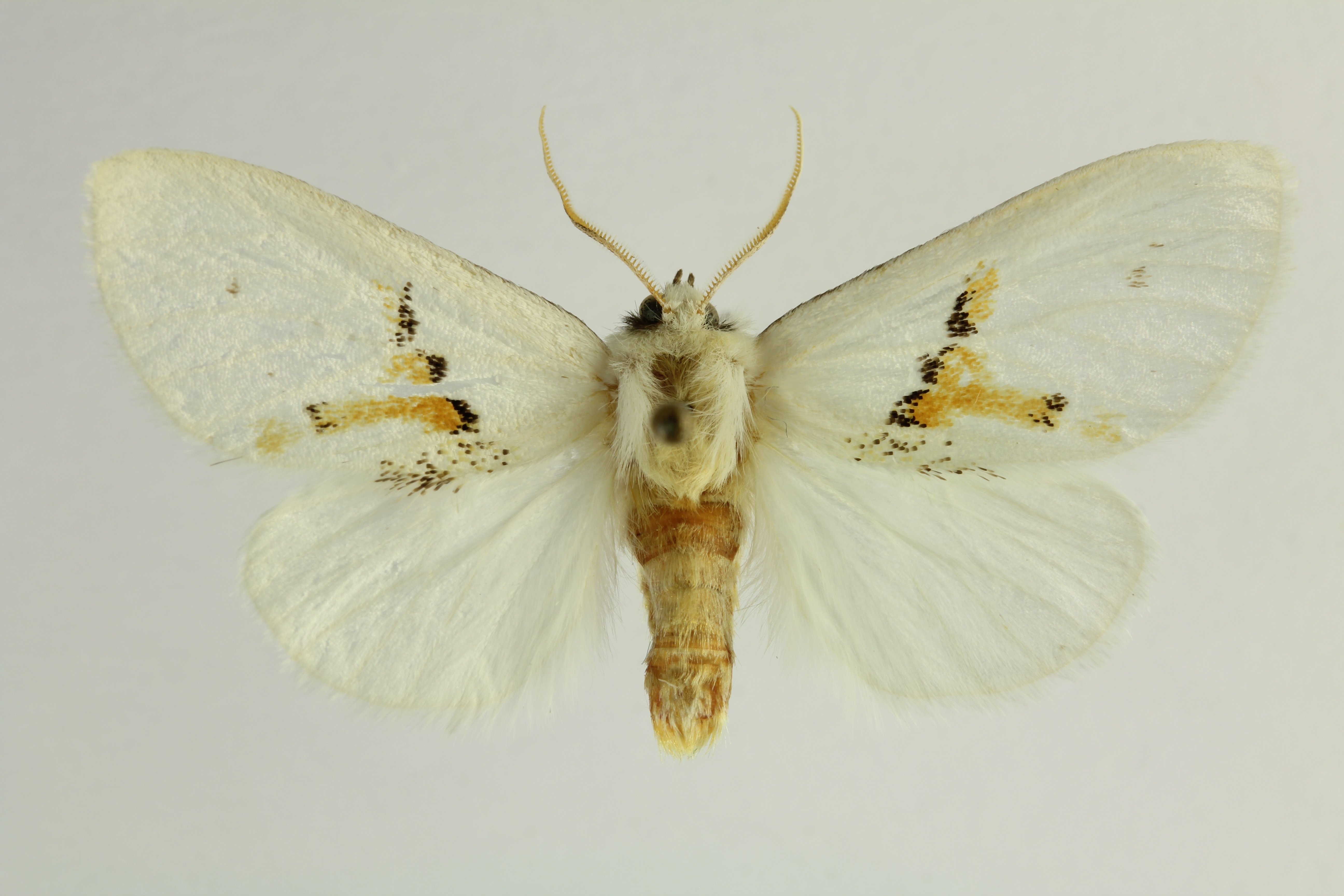
Leucodonta bicoloria
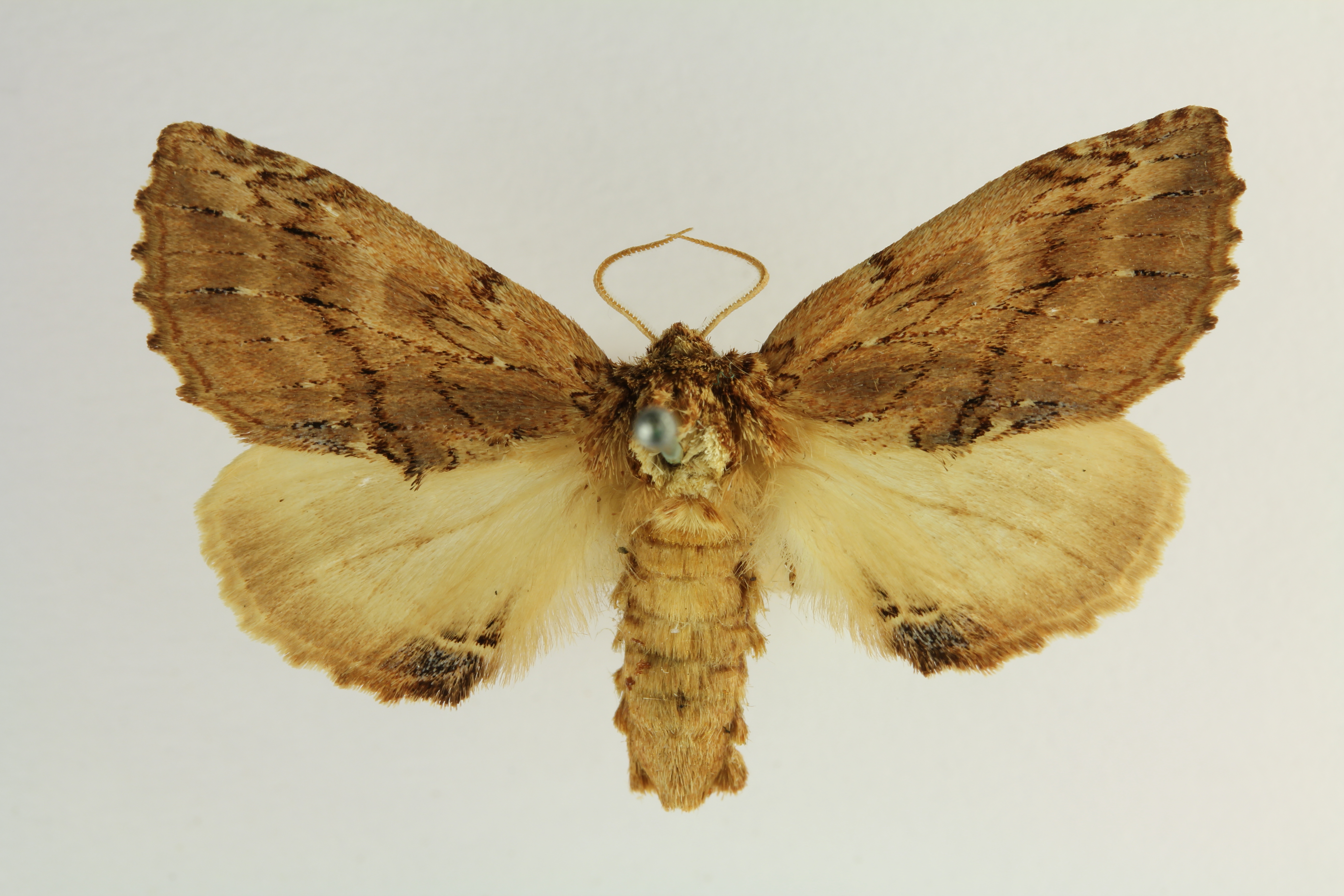
Ptilodon capucina
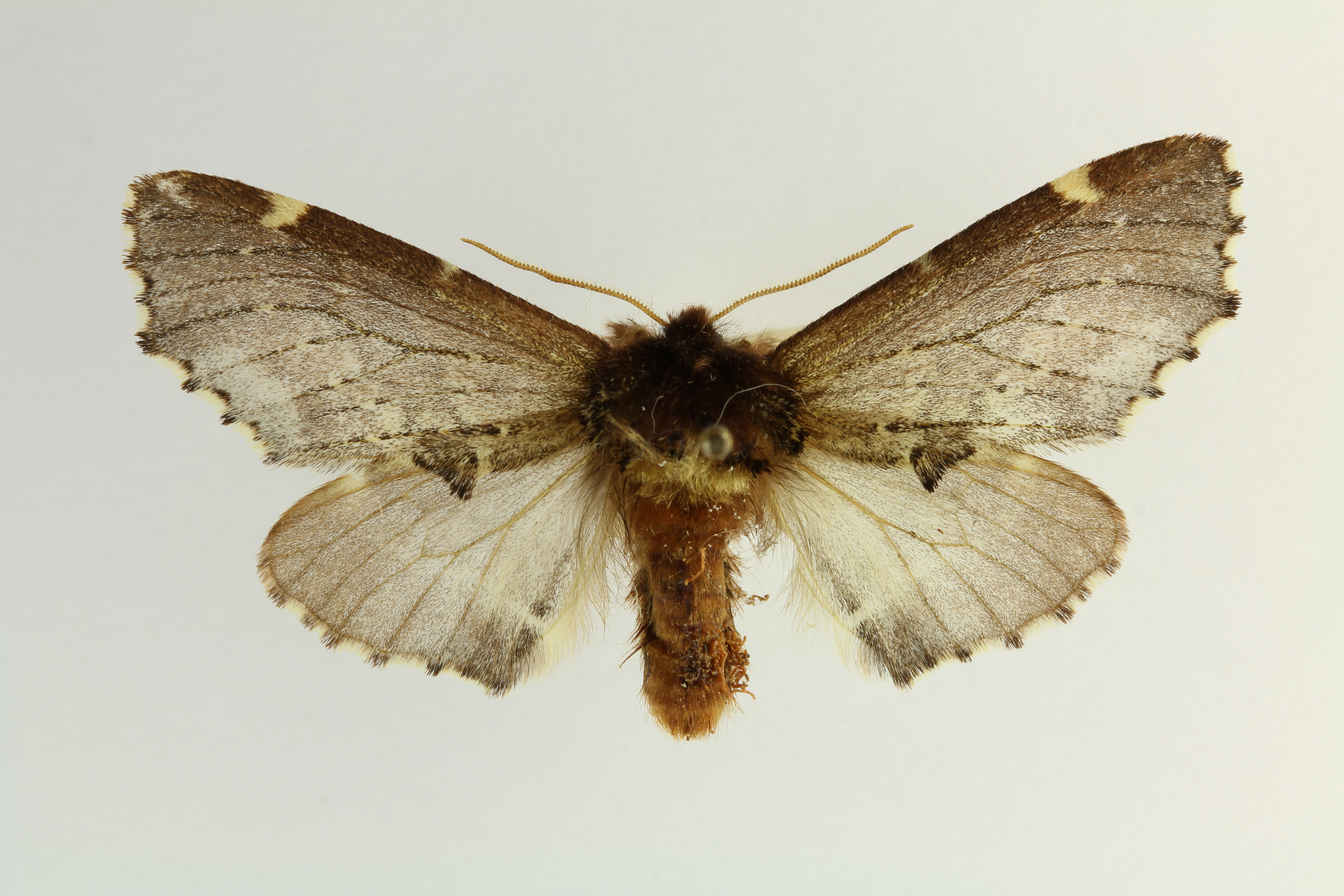
Odontosia carmelita
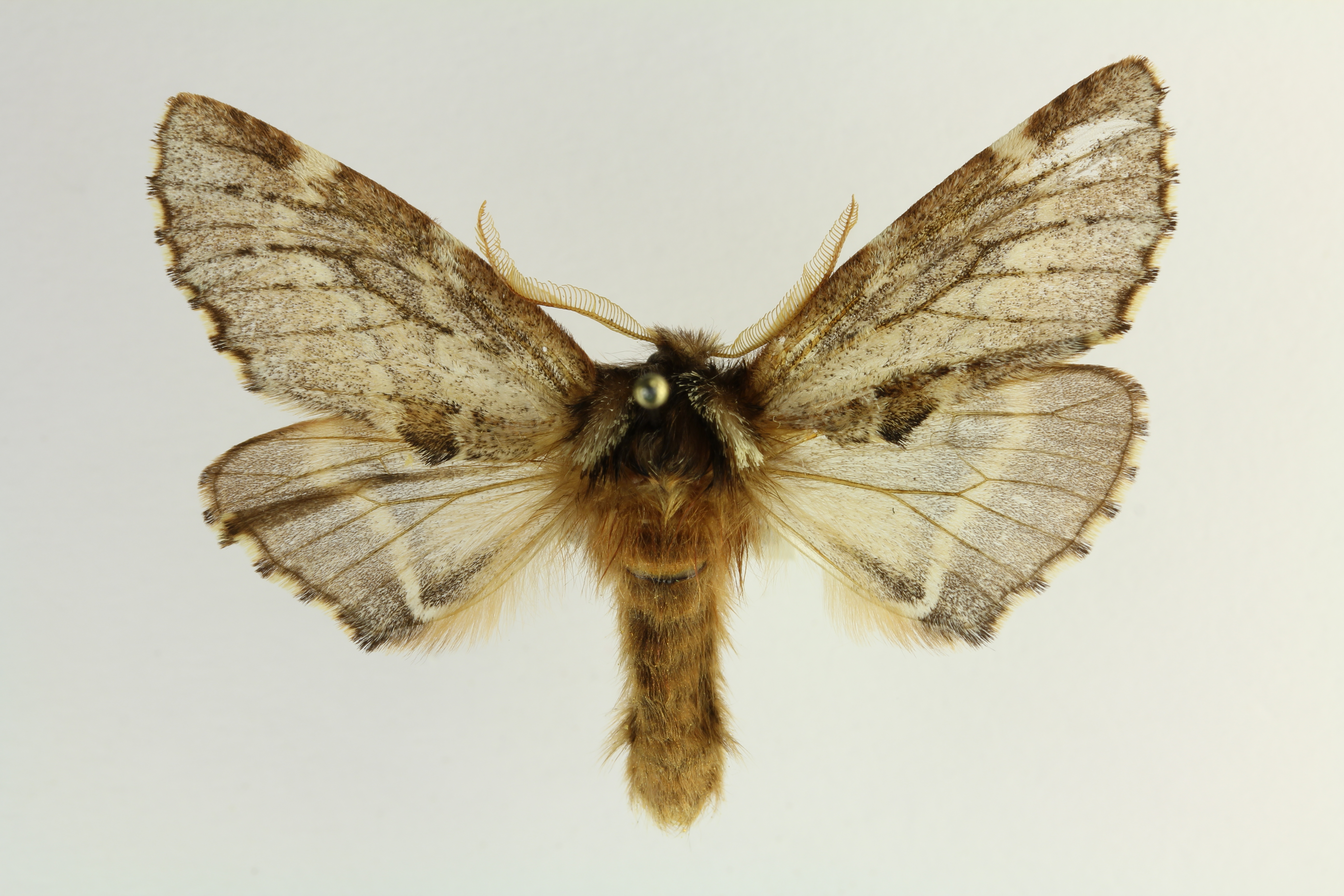
Odontosia sieversi
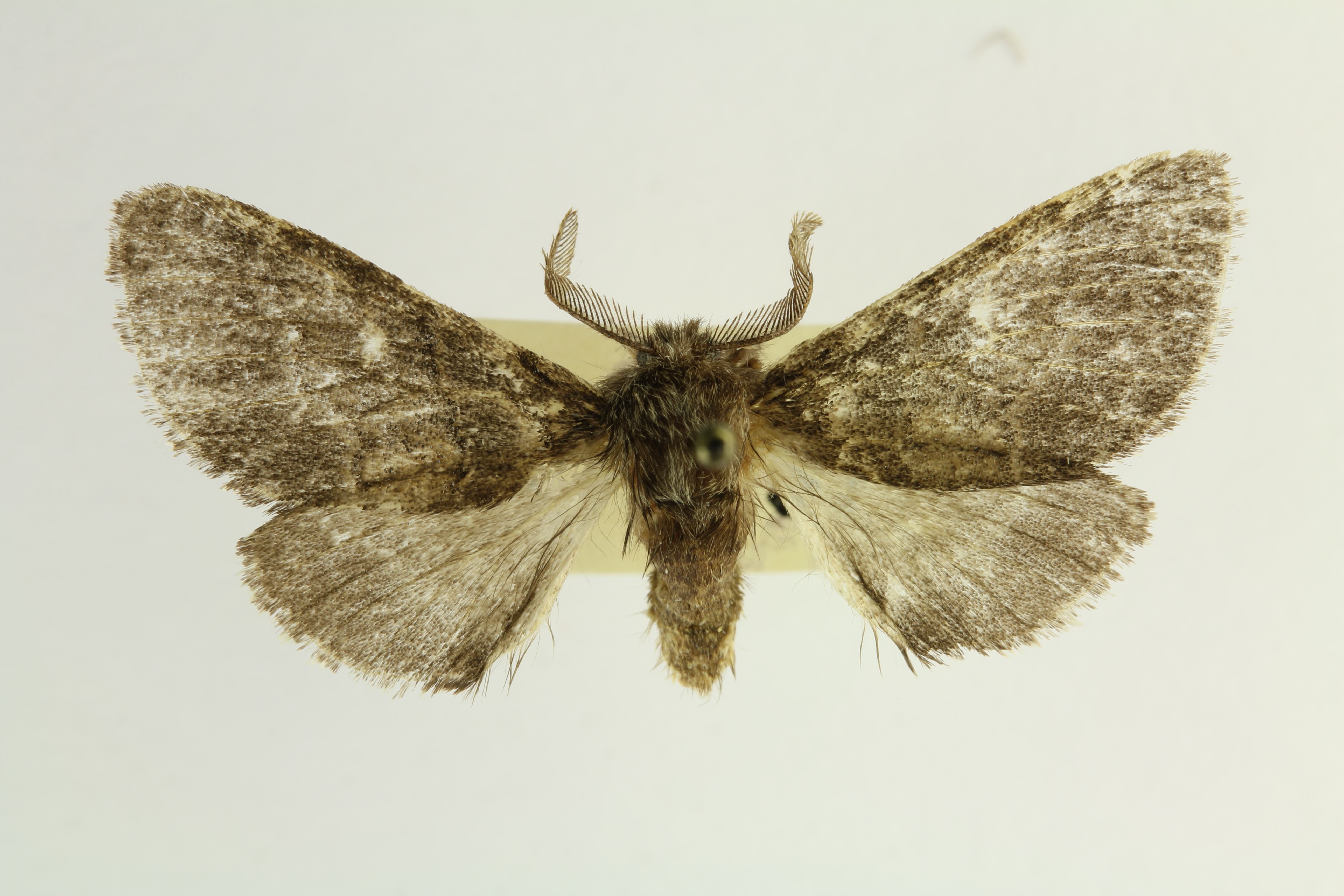
Gluphisia crenata
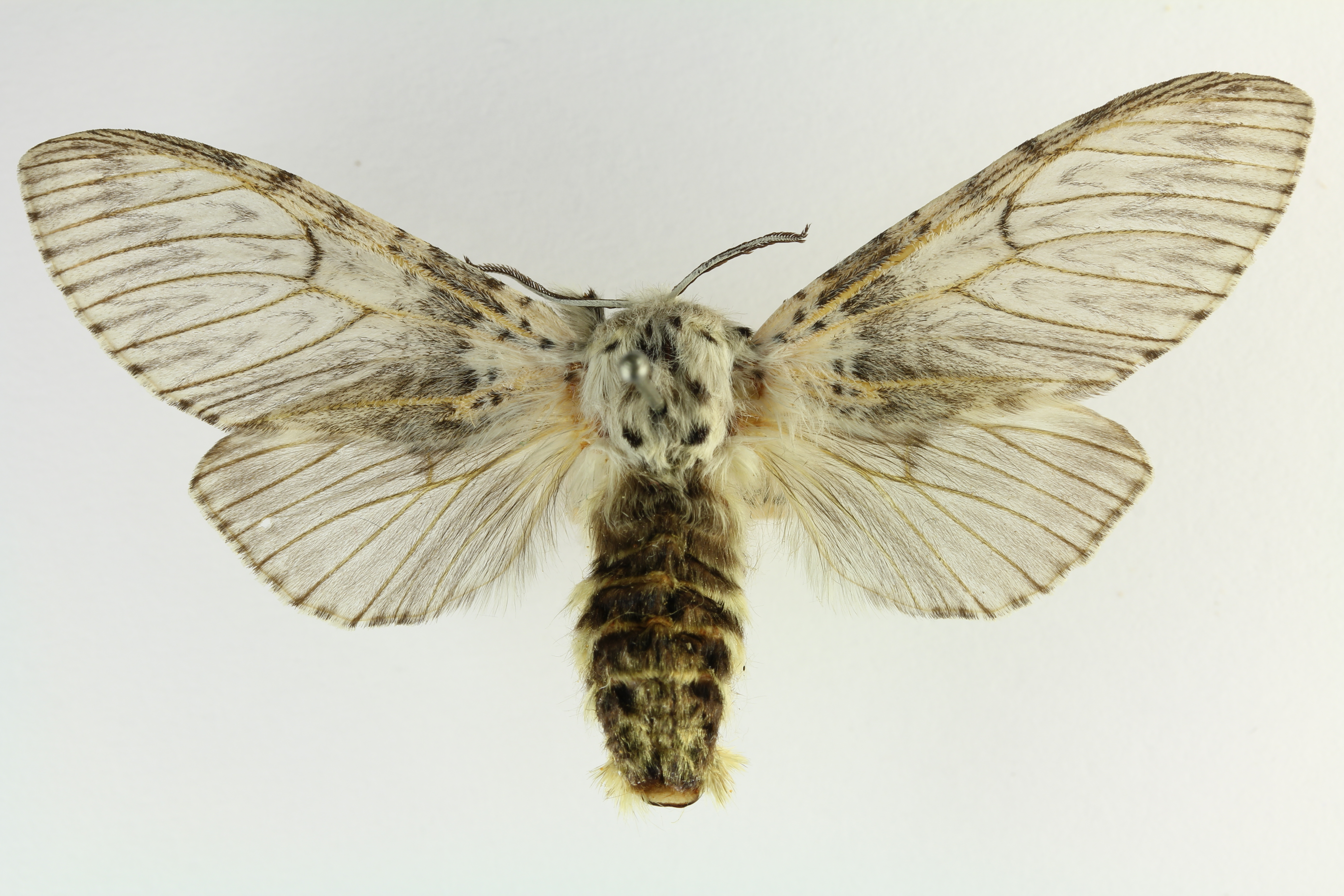
Cerura vinula
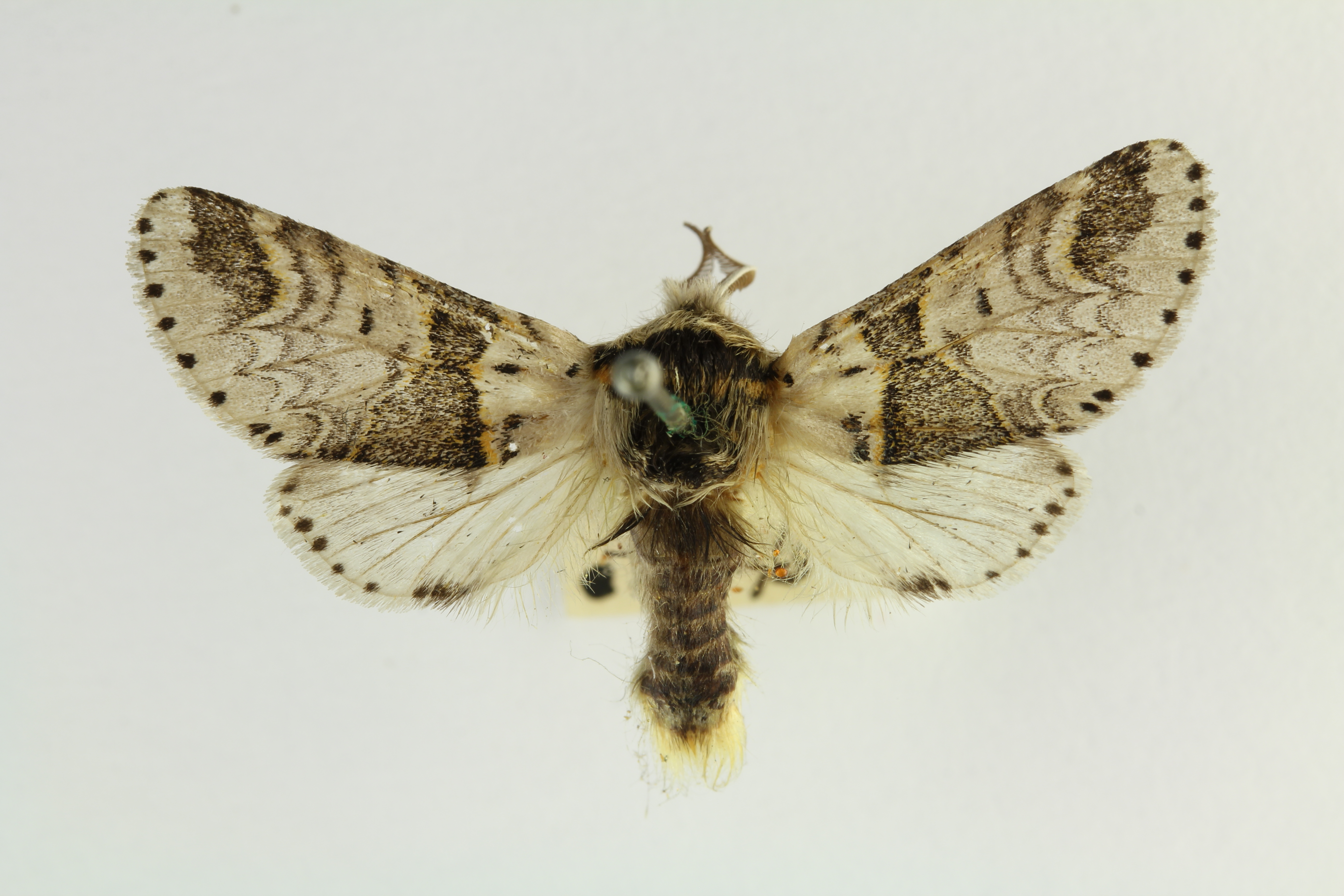
Furcula furcula
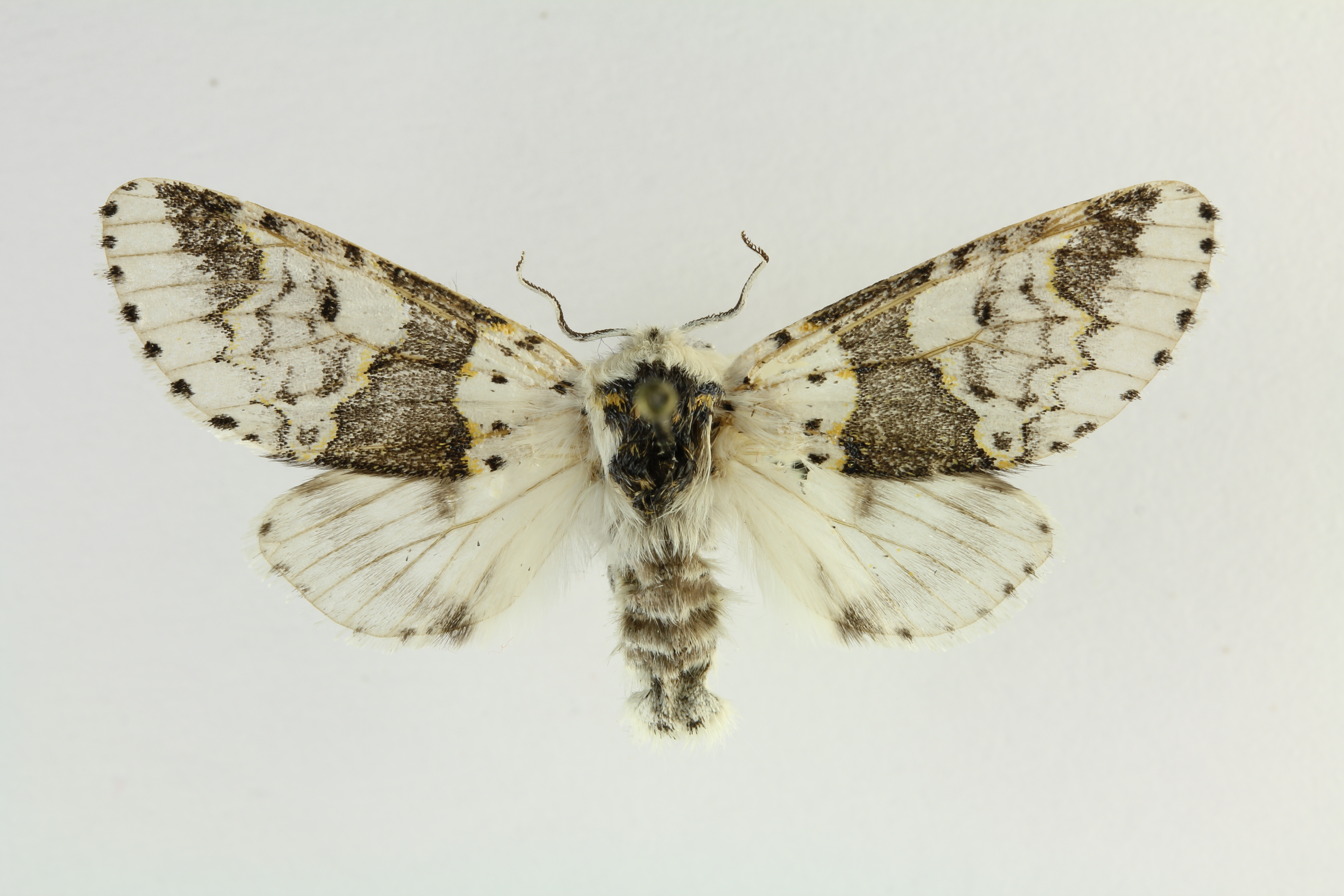
Furcula bicuspis
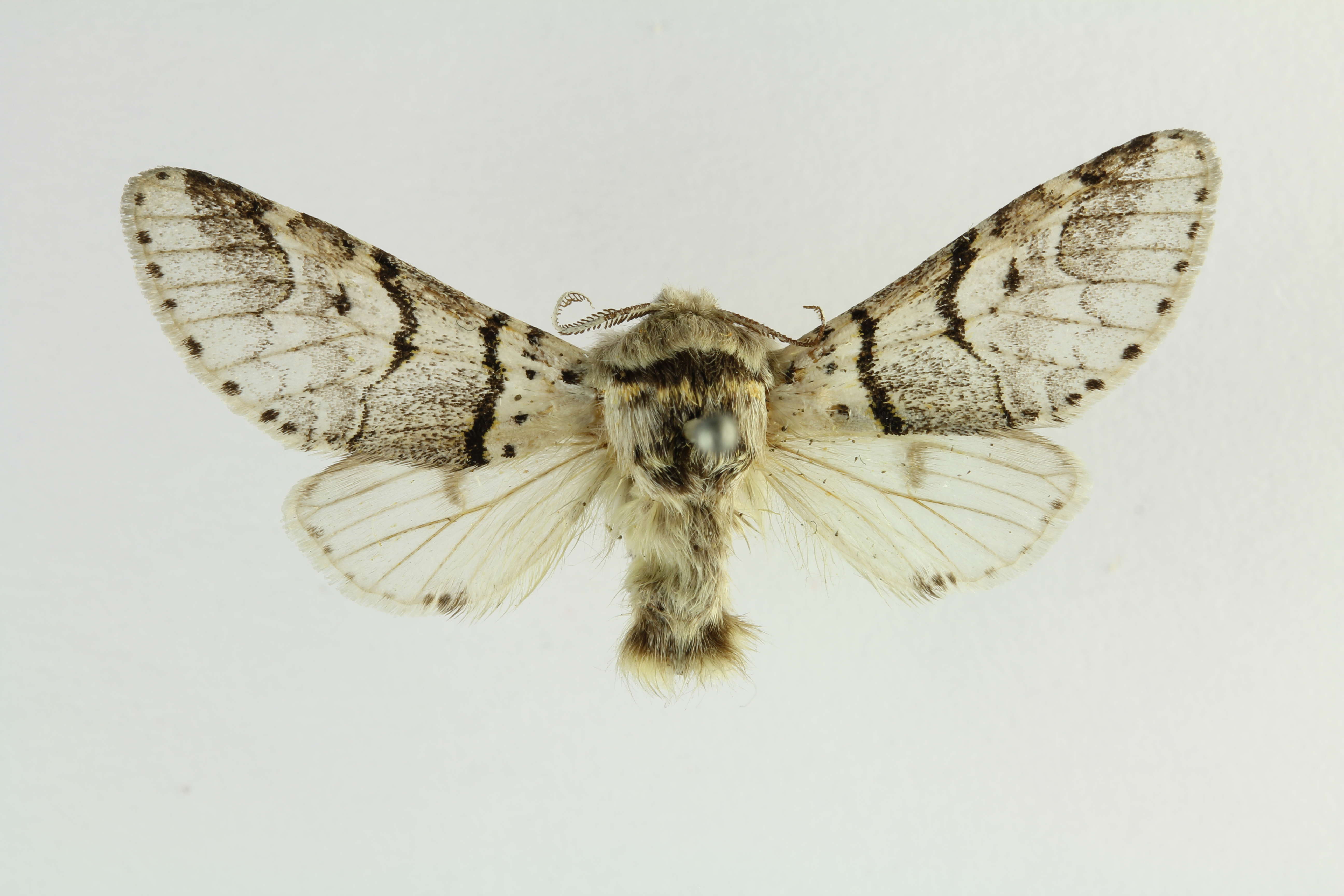
Furcula bifida
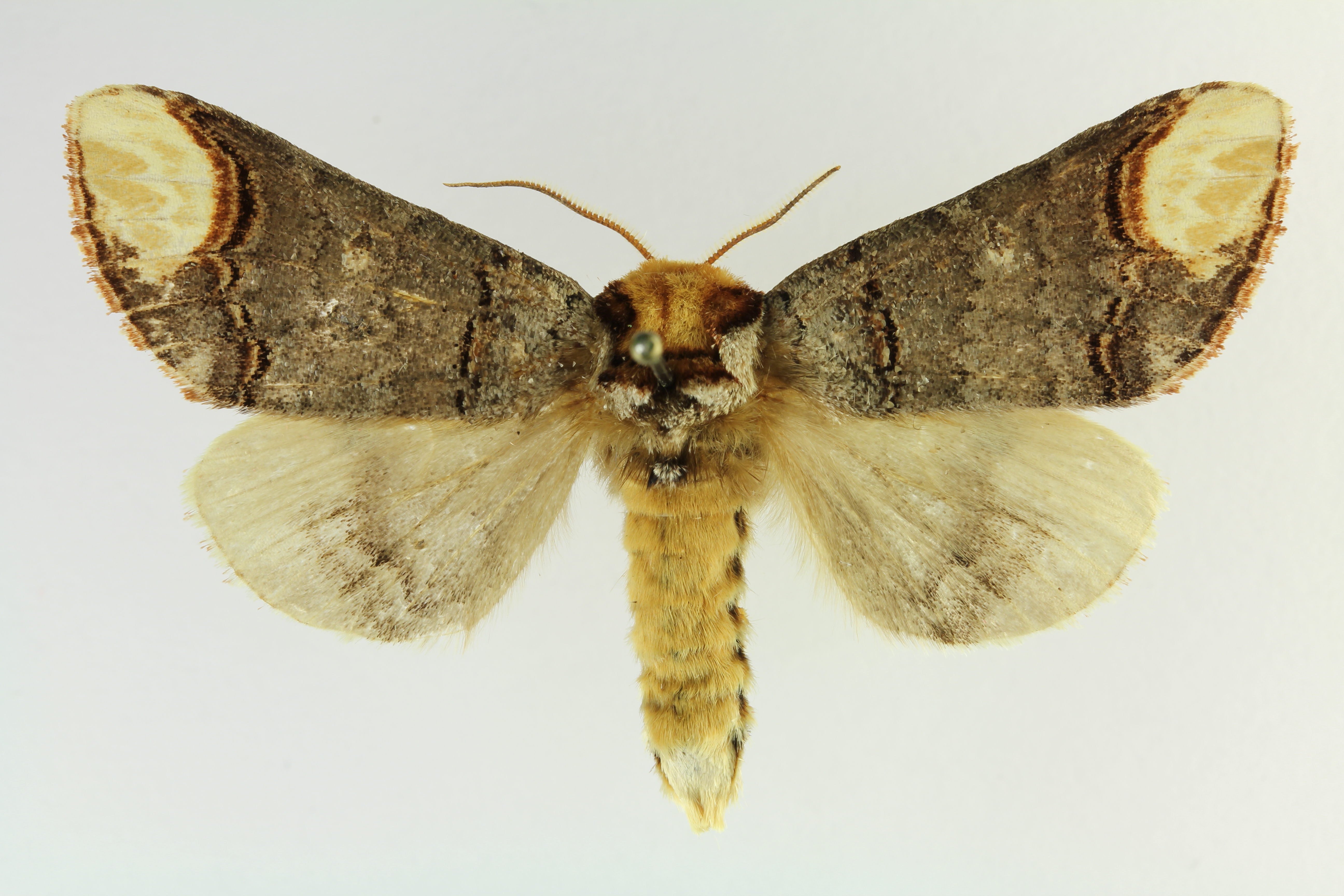
Phalera bucephala
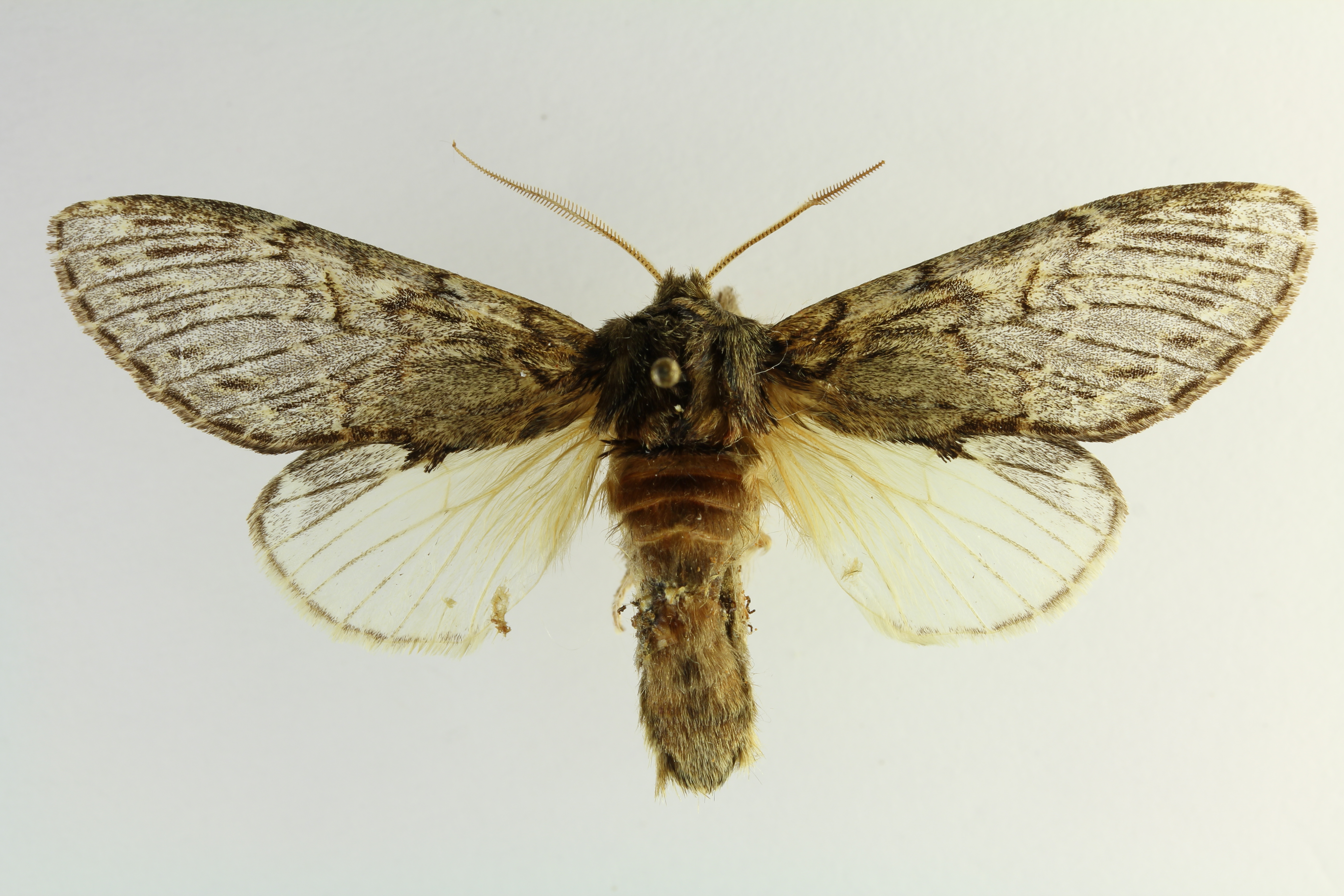
Peridea anceps
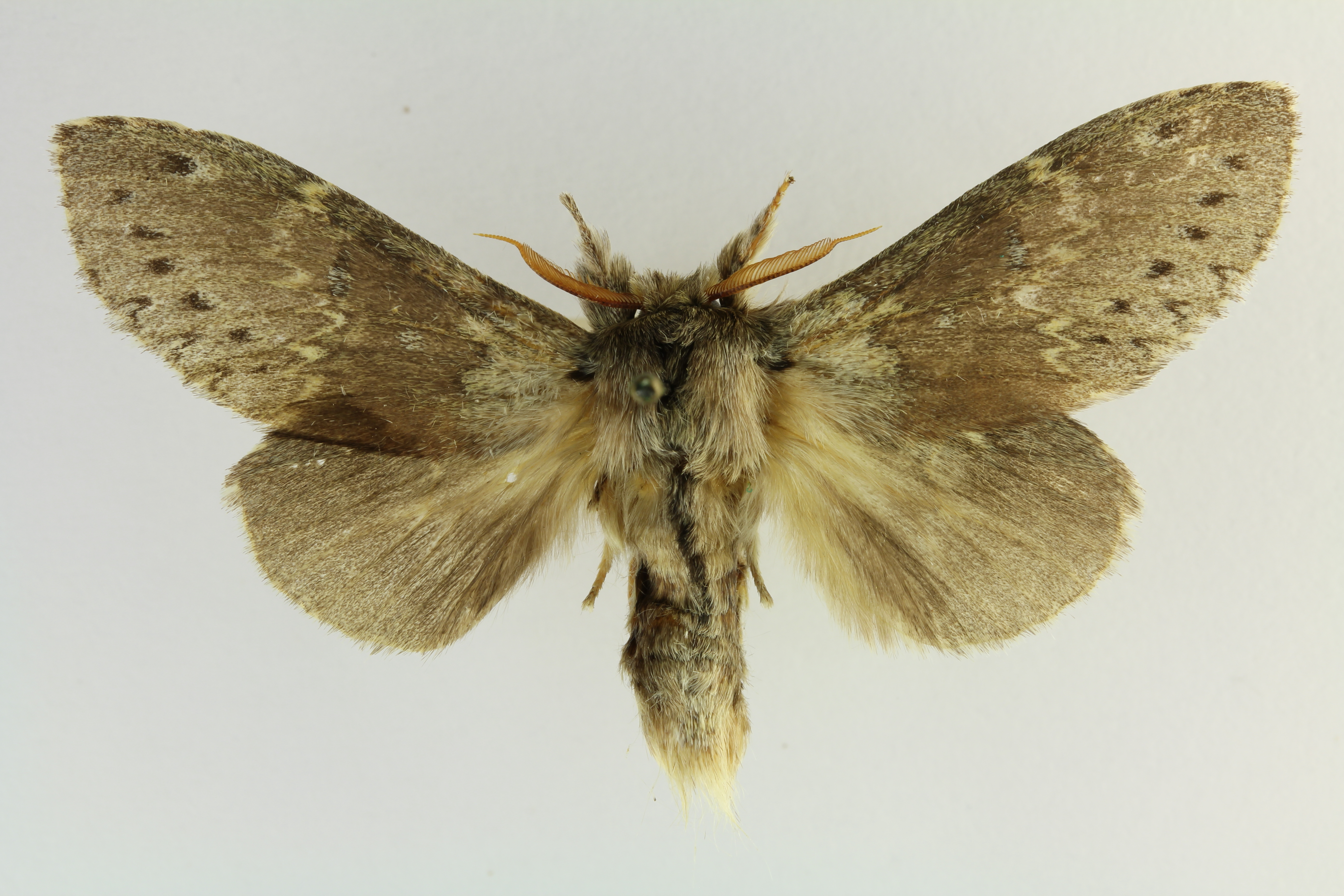
Stauropus fagi